# Giacomo Matteotti

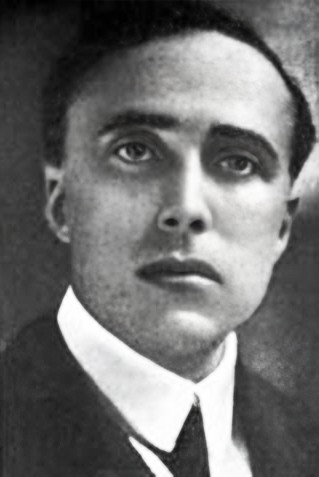
Giacomo Matteotti am Anfang seiner politischen Karriere

Giacomo Matteotti (* 22. Mai 1885 in Fratta Polesine; † 10. Juni 1924 in Rom) war ein italienischer Politiker, Generalsekretär des Partito Socialista Unitario (PSU) und Abgeordneter des Partito Socialista Italiano (PSI). Die Ermordung Matteottis durch italienische Faschisten im Jahr 1924 gilt als Beginn der Diktatur Mussolinis.

## Leben
Matteottis Vater war ein aus Welschtirol (Trentino) stammender Kupferschmied, der in der Emilia-Romagna zu Wohlstand gekommen war.
Während seines Jurastudiums an der Universität Bologna trat Matteotti dem PSI bei. Innerhalb der Partei war er umstritten, weil er Missstände wie Protektionismus und Arroganz der Funktionäre kritisierte und weil er einen reformistischen statt einen revolutionären Kurs verfolgte. Da er aber ein begabter Agitator war und häufig vor Arbeitern sprach, baute er sich eine tragfähige Anhängerschaft auf. 1915 war er „einer der entschiedensten Gegner einer Teilnahme Italiens am Ersten Weltkrieg“ gewesen. 1919, 1921 und 1924 wurde Matteotti als Abgeordneter für die Region Ferrara in die Camera dei deputati gewählt, eine der zwei parlamentarischen Kammern. Er wurde ebenfalls Generalsekretär des 1922 neugegründeten PSU, der sich vom PSI abgespalten hatte. Nachdem der König 1922 Benito Mussolini als Ministerpräsidenten eingesetzt hatte, erhielt bei den Parlamentswahlen vom 6. April 1924 die faschistische Partei mit Hilfe des neu eingeführten Acerbo-Gesetzes zwei Drittel der Sitze in der Abgeordnetenkammer. Matteotti hielt am 30. Mai 1924 eine flammende Rede im Parlament, in der er die Wahlen anfocht, die Faschisten für Wahlfälschungen verantwortlich machte und zuletzt Mussolini direkt darauf ansprach.
Am 10. Juni wurde er von sechs Squadristi entführt, in einen Lancia Lambda gezwängt und mit einer Feile erstochen. Das Verschwinden Matteottis und die Entdeckung seiner Leiche am 16. August 1924, 23 Kilometer nördlich von Rom, führte zu einem deutlichen Stimmungswandel in großen Teilen der Bevölkerung. Die Mehrheit zweifelte nicht daran, dass hinter dem Mord die Faschisten steckten. Mussolinis durchaus vorhandene Popularität erlitt einen Einbruch. Seine politischen Gegner reagierten mit dem Auszug ihrer Abgeordneten aus dem Parlament (siehe Aventinianer). Mit dem Ausruf: „Rache für Matteotti!“ erschoss der Kommunist Giovanni Corvi am 12. September 1924 den faschistischen Abgeordneten Armando Casalini in einer Straßenbahn in Rom.
Am 3. Januar 1925 übernahm Mussolini in einer Rede vor dem Abgeordnetenhaus die volle „moralische, politische und historische Verantwortung“ für den Mord, ohne jedoch eine direkte Verbindung zu erwähnen. Der Aufforderung, ihn für das Verbrechen anzuklagen, kamen seine Gegner aufgrund der Aussichtslosigkeit eines solchen Unterfangens nicht nach.

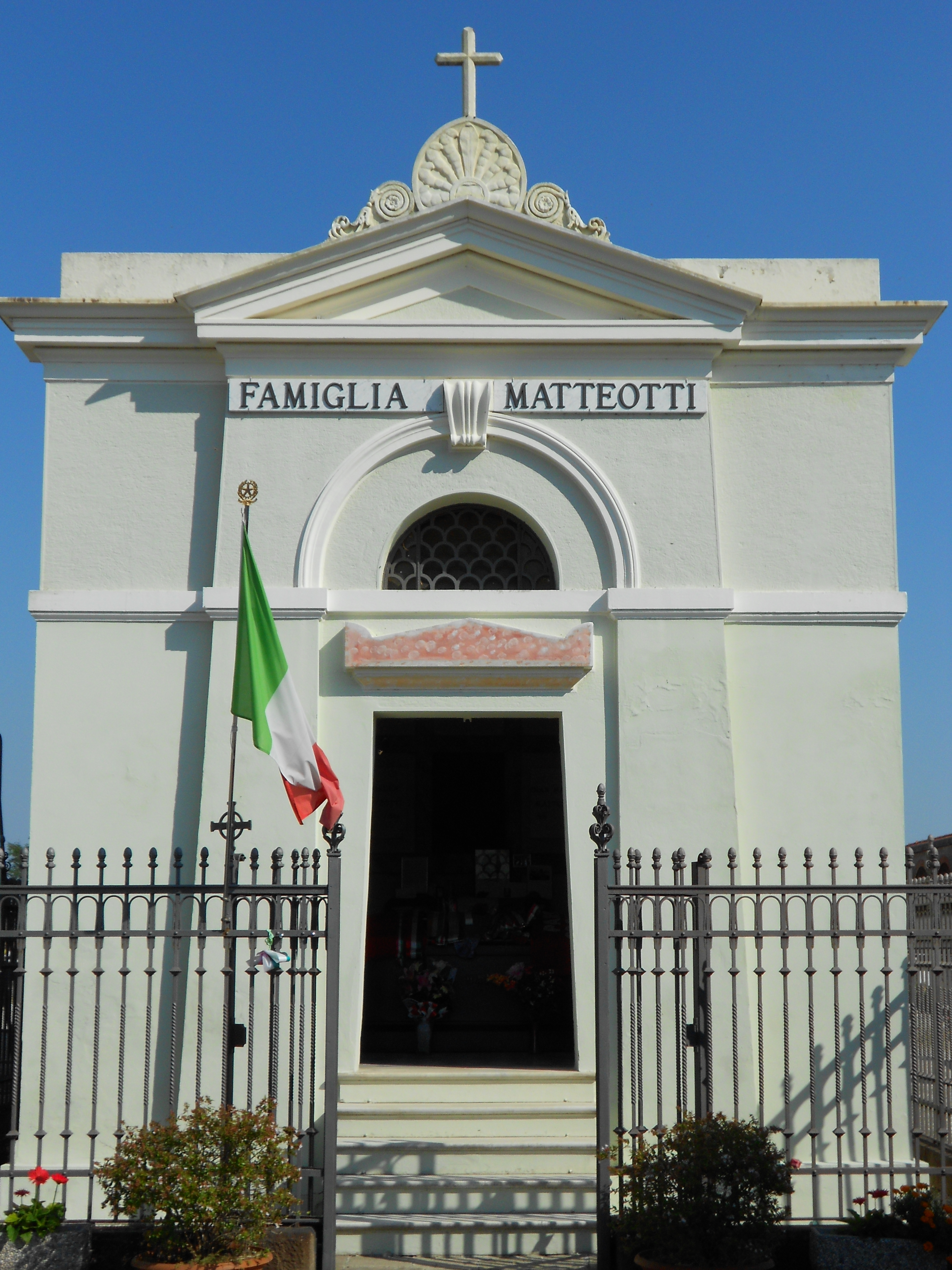
Grab von Giacomo Matteotti, Fratta Polesine, Rovigo

Die „Matteotti-Krise“ war ein Wendepunkt in der Politik Mussolinis. Hatte er vorher noch versucht, in einem gewissen Maß mit den parlamentarischen Institutionen zusammenzuarbeiten, setzte er danach auf eine konsequente Unterdrückung der Opposition, Einschränkung der Pressefreiheit und den Aufbau der Geheimpolizei OVRA.
Von den sechs mutmaßlichen Mördern wurden drei im März 1926 zu je fünf Jahren Gefängnis verurteilt, aber bereits nach zwei Monaten von König Viktor Emanuel III. begnadigt. Nach Ende des Zweiten Weltkriegs wurde das Verfahren 1947 erneut aufgerollt und die noch lebenden drei Mörder wurden zu 30 Jahren Gefängnis verurteilt. Amerigo Dumini, der Anführer des Mordkommandos, kam 1956 wieder auf freien Fuß; er starb 1967 in Rom. In einem erst nach seinem Tod veröffentlichten Schreiben an seinen Anwalt nannte er zwar nicht namentlich Mussolini als Auftraggeber des Verbrechens, ließ jedoch keinen Zweifel am Auftrag selbst. Es habe schnell gehen müssen, weil Matteotti am 11. Juni im Parlament sprechen wollte, mutmaßlich zu den Korruptionsvorwürfen gegen die Mussolini-Brüder.

## Das Matteotti-Komitee
Matteottis Name stand für internationale Solidarität, zunächst für die Opfer des italienischen Faschismus, später auch für die Verfolgten des Nationalsozialismus. 1924 wurde in Belgien für dorthin geflüchtete politisch verfolgte Italiener das Matteotti-Komitee gegründet, das später seinen Tätigkeitsradius erweiterte. „So fungierte das Komitee in Paris ab 1933 als Hilfskomitee des Internationalen Gewerkschaftsbundes und war auch als Internationaler Matteotti-Fonds bekannt. […] Das Komitee stand politischen Flüchtlingen aus allen Ländern, vor allem aber Sozialdemokraten und Gewerkschaftlern zur Verfügung, obwohl die Mittel sehr knapp bemessen waren. Ihm gehörte z. B. auch B. Kreisky an, der Verfolgten über das Komitee in Paris die Flucht ermöglichte. In Dänemark war das Matteotti-Komitee etwa ab 1934 eine wichtige Anlaufstelle für sozialdemokratische Emigranten. Im Spätherbst 1939 unterstützte es 285 politische Exilierte, so auch F. Bauer. Geschäftsführer war R. Hansen. In Schweden gab es die ›Gemeinschaft der deutschen Flüchtlinge beim Matteotti-Komitee‹ als Teil der ›Arbeitsgemeinschaft der deutschen Flüchtlinge in Schweden‹.“ Bei der Besetzung Dänemarks durch deutsche Truppen am 9. April 1940 konnte Richard Hansen nach Schweden fliehen. Es gelang ihm, die Namenskartei des Matteotti-Komitees mitzunehmen und sie dadurch dem Zugriff der Deutschen zu entziehen.
Der Pariser Leitung des Matteotti-Komitees hatte auch Walter Friedländer angehört.

## Die Matteotti-Brigade
Im Zuge der italienischen Resistenza bildete sich eine Brigata Matteotti, die ein Ableger des Partito Socialista Unitario war.

## Ehrungen
In Italien sind zahlreiche Straßen und Plätze nach Giacomo Matteotti benannt. Auch in Wien war (von 1927 bis 1934) und ist (seit 21. Januar 1953) ein Platz nach ihm benannt.
Seit 1945 wird jährlich zum Gedenken Matteottis in Pescara das Straßenradrennen Trofeo Matteotti ausgetragen.

## Film
1973 wurde die Matteotti-Affäre mit Franco Nero als Matteotti und Mario Adorf als Mussolini unter dem Titel Il delitto Matteotti verfilmt (dt. Titel: Die Ermordung Matteottis).